# Indywidualna organizacja studiów
Indywidualna organizacja studiów, IOS – specjalny tryb organizacji kształcenia w szkole wyższej, umożliwiający studentowi indywidualne ustalanie terminów zajęć, zaliczeń oraz egzaminów, a także opuszczenie pewnej liczby kontrolowanych zajęć. 
Szczegółowo tę kwestię reguluje zwykle regulamin IOS uchwalany przez radę danego wydziału. Student wybiera opiekuna naukowego i po konsultacji z nim oraz osobami prowadzącymi zajęcia dydaktyczne przedstawia harmonogram IOS prodziekanowi do spraw dydaktycznych. 
Powodem wyrażenia przez dziekana zgody na indywidualną organizacją studiów najczęściej jest:
- drugi kierunek studiów
- wyjazd na stypendium zagraniczne
- uczestnictwo w reprezentacjach sportowych
- działalność w organizacjach naukowych i społecznych
- urodzenie dziecka lub opieka nad małym dzieckiem
- przewlekła choroba
- wypadek losowy
- podjęcie pracy
- szczególna sytuacja rodzinna
- stały adres zamieszkania za granicą.

Studenci osiągający bardzo dobre wyniki w nauce mogą natomiast przejść na indywidualny tok studiów (ITS), także pozwalający na nieuczestniczenie w zajęciach przewidzianych zwykłym harmonogramem, ale różniący się celem i zasadami.